# 潘國華 (1959年)
潘國華，MH（1959年—），民建聯成員，現任香港九龍城區議會委任議員，曾任九龍城區議會主席兼海心選區議員。

## 生平
潘國華有七位兄弟姊妹，年幼時一同住在位於粉嶺的木屋。他後來居於山谷道邨。 潘國華早年就讀培僑中學（上水分校），曾在香港中國旅行社擔任業務總監。

## 議員生涯
2003年2月，潘國華贏得海心選區補選，接替逝世的麥勁麟議席。2003年區議會選舉，潘國華敗於民主黨林健文，連任失敗。2007年區議會選舉，潘國華反擊林健文，奪回議席。2011年及2015年區議會選舉，成功連任。2016年，當選為九龍城區議會主席。2019年區議會選舉，潘受到民主派「素人」童繼民挑戰，結果僅以26票之差險勝，成功連任。